# James Gammon
James Richard Gammon (ur. 20 kwietnia 1940 w Newman, zm. 16 lipca 2010 w Costa Mesa) – amerykański aktor telewizyjny, filmowy i teatralny, znany z typu ról „good ol’ boy” w licznych filmach i serialach telewizyjnym. Jako kinowy aktor charakterystyczny stał się najlepiej znany jako Lou Brown, menadżer z Pierwszej ligi (1989) i Pierwszej ligi II (1994), filmów przedstawiających zmyśloną wersję Cleveland Indians.

## Życiorys

### Wczesne lata
Urodził się w Newman w Illinois jako syn farmerki Doris Latimer (z domu Toppe) i muzyka Donalda Gammona. Kiedy jego rodzice rozwiedli się, młody Jim mieszkał u różnych krewnych, a jako nastolatek osiedlił się w Orlando na Florydzie. Tu podjął pracę w stacji telewizyjnych ABC TV jako członek WLOF Channel 9, gdzie został kamerzystą i reżyserem. Występował również w teatrze, zanim wyjechał do Hollywood, aby spróbować znaleźć pracę.

### Kariera
Karierę rozpoczął w 1966 roku, pojawiając się gościnnie w seryjnych westernach telewizyjnych: Gunsmoke, Bonanza, Dziki dziki Zachód (The Wild Wild West), The Virginian i NBC The Road West jako zastępca Virgil Bramley z udziałem Barry’ego Sullivana i Andrew Prine. W 1967 roku zadebiutował na kinowym ekranie jako członek gangu więziennego w dramacie Stuarta Rosenberga Nieugięty Luke (Cool Hand Luke) u boku Paula Newmana i George’a Kennedy’ego.
W 1978 rozpoczął pracę w nowojorskim Public Theatre, gdzie debiutował rolą Westona w sztuce Sama Sheparda Klątwa (Curse of the Starving Class). Występował potem w przedstawieniach: Ciemność na szczycie schodów (The Dark at the Top of the Stairs, 1978) jako Rubin Flood w Mark Taper Forum w Los Angeles, A Lie of the Mind (1985-86) jako Baylor w nowojorskim Promenade Theatre, Historia z morałem (Story with a Moral, 1993) jako Reader w Met Theatre w Los Angeles, Simpatico (1994) jako Simms w Estelle R. Newman Theatre, Public Theatre, Sezon mistrzów (That Championship Season, 1999) jako trener w nowojorskim Second Stage Theatre, Stamped (2000) w Met Theatre w Hollywood, The Late Henry Moss (2000) jako tytułowy Henry Moss w Magic Theatre Company, Theatre onthe Square w San Francisco. W 1973 wyreżyserował sztukę Williama Inge Przystanek autobusowy (Bus Stop) w Mark Taper Forum w Los Angeles. Występował także na deskach Steppenwolf Theater w Chicago w Illinois. Za kreację Dodge’go w spektaklu Buried Child (1996) w nowojorskim Brooks Atkinson Theatre został nominowany do nagrody Tony.
Na ekranie często był obsadzany w westernach, m.in. Ballada Gregorio Corteza (The Ballad of Gregorio Cortez, 1982), Silverado (1985),Wyatt Earp (1994), Conagher (1991), Dziki Bill (Wild Bill, 1995) z Jeffem Bridgesem,Samotny kowboj (Monte Walsh, 2003) oraz Silver City (2004). Dwukrotnie grał postać ojca Dona Johnsona – w melodramacie telewizyjnym CBS Długie gorące lato (The Long Hot Summer, 1985) i serialu policyjnym CBS Nash Bridges (1996–2001). Zagrał kumpla zamordowanego kowboja Rednecka w restauracji w satyrycznej czarnej komedii Olivera Stone’a Urodzeni mordercy (Natural Born Killers). W miniserialu CBS Streets of Laredo (1995) na podstawie powieści Larry’ego McMurtry zagrał cenionego hodowcę bydła Charlesa Goodnighta. Wystąpił również w filmach: Miejski kowboj (Urban Cowboy, 1980), Wzgórze nadziei (Cold Mountain, 2003) i Appaloosa (2008).

## Życie prywatne
29 stycznia 1967 poślubił Barbarę Giacchero, jednak małżeństwo w 1970 zakończyło się rozwodem. 7 października 1972 ożenił się po raz drugi z producentką i teatralną administratorką Nancy Jane Kapustą. Mieli dwie córki: Allison Mann i Amy Gammon oraz dwóch wnuków.
Zmarł w wieku 70. lat w swoim domu w Costa Mesa w Kalifornii. Przyczyną jego śmierci był rak nadnerczy i wątroby.

## Filmografia

### Filmy fabularne
| Rok  | Tytuł                                                                  | Rola                                              |
| ---- | ---------------------------------------------------------------------- | ------------------------------------------------- |
| 1967 | Nieugięty Luke (Cool Hand Luke)                                        | Sleepy                                            |
| 1968 | Journey to Shiloh                                                      | Tellis Yeager                                     |
| 1969 | The Thousand Plane Raid                                                | Major Varga                                       |
| 1970 | Człowiek zwany Koniem (A Man Called Horse)                             | Ed                                                |
| 1970 | Macho Callahan                                                         | Kowboj                                            |
| 1970 | Intruzi (The Intruders, TV)                                            | Chaunce Dykstra                                   |
| 1972 | Cry for Me, Billy                                                      | Amos                                              |
| 1974 | Powrót do Macon County (Macon County Line)                             | Elisha                                            |
| 1975 | The Wild McCullochs                                                    | Oficer policji                                    |
| 1975 | The Kansas City Massacre (TV)                                          | Garth                                             |
| 1976 | Bobbie Jo and the Outlaw                                               | Leather Salesman                                  |
| 1976 | The Pom Pom Girls                                                      | trener                                            |
| 1977 | Black Oak Conspiracy                                                   | Zastępca                                          |
| 1977 | The Greatest (Muhammad Ali, the Greatest)                              | Pan Harry                                         |
| 1979 | Bracia Sackettowie (The Sacketts, TV)                                  | Wes Bigelow                                       |
| 1980 | On the Nickel                                                          |                                                   |
| 1980 | Miejski kowboj (Urban Cowboy)                                          | Steve Strange                                     |
| 1980 | Rage! (TV)                                                             | Joe Dean                                          |
| 1980 | Teraz moja kolej (It’s My Turn)                                        | Connie Foxworth                                   |
| 1980 | Jak tylko potrafisz (Any Which Way You Can)                            | Palomino Bartender                                |
| 1980 | Below the Belt                                                         | Luke                                              |
| 1981 | The Big Black Pill (TV)                                                | Kapitan Jake Jacqualone                           |
| 1982 | The Ballad of Gregorio Cortez (TV)                                     | Szeryf Frank Fly                                  |
| 1982 | Deadly Encounter (TV)                                                  | Frank Kitchens                                    |
| 1983 | M.A.D.D.: Mothers Against Drunk Drivers (TV)                           | Willard Kohler                                    |
| 1983 | Kobieta z San Quentin (Women of San Quentin, TV)                       | Oficer                                            |
| 1985 | Noon Wine (TV)                                                         | Szeryf                                            |
| 1985 | Zwariowałem dla ciebie (Vision Quest)                                  | Ojciec Kuch’a                                     |
| 1985 | Hell Town (TV)                                                         | Porucznik Raymond Tracy                           |
| 1985 | Sylvester                                                              | Steve                                             |
| 1985 | Silverado                                                              | Dawson                                            |
| 1985 | Długie, gorące lato (The Long Hot Summer, TV)                          | Billy Quick                                       |
| 1985 | Srebrna kula (Silver Bullet)                                           | Arnie Westrum                                     |
| 1986 | Hard Traveling                                                         | Sierżant Slattery                                 |
| 1987 | Stacking                                                               | Clate Connaloe                                    |
| 1987 | Między niebem a ziemią (Made in Heaven)                                | Steve Shea                                        |
| 1987 | Stało się w lagunie (Laguna Heat, TV)                                  | Grimes                                            |
| 1987 | Chwasty (Ironweed)                                                     | Reverend Chester                                  |
| 1988 | Fasolowa wojna (The Milagro Beanfield War)                             | Horsethief Shorty                                 |
| 1988 | Lincoln (TV)                                                           | Generał Ulysses S. Grant                          |
| 1989 | Pierwsza liga (Major League)                                           | menadżer Lou Brown                                |
| 1989 | Bez wyroku (Roe vs. Wade, TV)                                          |                                                   |
| 1990 | Odwet (Revenge)                                                        | Texan                                             |
| 1990 | Niebieski cadillac (Coupe de Ville)                                    | Dr Sturgeon, chirurg cadillac                     |
| 1990 | Kocham cię na zabój (I Love You to Death)                              | Porucznik Larry Schooner                          |
| 1991 | Conagher (TV)                                                          | Smoke Parnell, lider pięciu właścicieli           |
| 1991 | Stranger at My Door (TV)                                               | Szeryf Bitterman                                  |
| 1992 | Zostawić normalność (Leaving Normal)                                   | Walt                                              |
| 1992 | CrissCross                                                             | Emmett                                            |
| 1992 | Zachowania mordercy (Criminal Behavior, TV)                            | Roy Stubbs                                        |
| 1993 | Running Cool                                                           | Ironbutt Garrett                                  |
| 1993 | Painted Desert                                                         | Al                                                |
| 1993 | Mężczyźni o tym nie mówią (Men Don’t Tell, TV)                         | Jack                                              |
| 1993 | Przygody Hucka Finna (The Adventures of Huck Finn)                     | Zastępca Hines                                    |
| 1994 | Chłopiec okrętowy (Cabin Boy)                                          | Paps                                              |
| 1994 | Pierwsza liga II (Major League II)                                     | Lou Brown                                         |
| 1994 | Gliny z Vegas (Hard Vice)                                              | Bronski                                           |
| 1994 | Wyatt Earp                                                             | Pan Sutherland                                    |
| 1994 | Urodzeni mordercy (Natural Born Killers)                               | Kumpel Redneck’a w gościach                       |
| 1995 | Dziki Bill (Wild Bill)                                                 | Kalifornijski Joe                                 |
| 1995 | Truman (TV)                                                            | Sam Rayburn                                       |
| 1996 | Matka przeciw matce (Two Mothers for Zachary, TV)                      | Chalmer                                           |
| 1997 | Naciągacze (Traveller)                                                 | Double D                                          |
| 1997 | Apostoł (The Apostle)                                                  | Brat Edwards                                      |
| 1998 | Człowiek w żelaznej masce (The Man in the Iron Mask)                   | Komendant                                         |
| 1998 | Spotkanie ze śmiercią (Point Blank)                                    | Tato                                              |
| 1998 | Love from Ground Zero                                                  | Hat                                               |
| 1998 | Kraina Hi-Lo ( The Hi-Lo Country)                                      | Hoover Young                                      |
| 1998 | Hitman – Cena zemsty (Logan’s War: Bound by Honor, TV)                 | Ben                                               |
| 1999 | Wiesz kim jestem (You Know My Name)                                    | Prawdziwy Arkansas Tom                            |
| 1999 | Stalowy gigant                                                         | Marv Loach/Floyd Turbeaux/Generał Sudokoff (głos) |
| 1999 | Ostatni bohater (One Man’s Hero)                                       | Generał Zachary Taylor                            |
| 2000 | Cela (The Cell)                                                        | Teddy Lee                                         |
| 2002 | Co za życie (Life or Something Like It)                                | Pat Kerrigan                                      |
| 2002 | Country Miśki (The Country Bears)                                      | Big Al (głos)                                     |
| 2003 | Samotny kowboj (Monte Walsh, TV)                                       | Fighting Joe Hooker/Albert Miller                 |
| 2003 | Wzgórze nadziei (Cold Mountain)                                        | Esco Swanger                                      |
| 2004 | Paradise (TV)                                                          | stary kowboj                                      |
| 2004 | Silver City                                                            | Szeryf Joe Skaggs                                 |
| 2005 | Nie wracaj w te strony (Don’t Come Knocking)                           | stary robotnik na ranczo                          |
| 2006 | Trop wyjętych spod prawa (Outlaw Trail: The Treasure of Butch Cassidy) | Sam                                               |
| 2006 | The Far Side of Jericho                                                | Kaznodzieja                                       |
| 2006 | Inny (Altered)                                                         | Szeryf Henderson                                  |
| 2006 | Czego się nie robi z miłości (What I Did for Love, TV)                 | Karl Ryder                                        |
| 2007 | Jesse Stone: Przemiana (Jesse Stone: Sea Change, TV)                   | Bob                                               |
| 2007 | The Final Season                                                       | Jared Akers                                       |
| 2008 | Appaloosa                                                              | Earl May                                          |
| 2009 | Pościg we mgle (In the Electric Mist)                                  | Ben Hebert                                        |

### Seriale TV
| Rok        | Tytuł                                                               | Rola                                   | Odcinki                                             |
| ---------- | ------------------------------------------------------------------- | -------------------------------------- | --------------------------------------------------- |
| 1966       | The Wild Wild West                                                  | Egan                                   | The Night of the Freebooters                        |
| 1966       | The Monroes                                                         | Stennis                                | Night of the Wolf                                   |
| 1966, 1967 | The Road West                                                       | Zastępca Virgil Bramley, Pete Fowler   | The Agreement (1967), The Gunfighter (1966)         |
| 1966, 1973 | Gunsmoke                                                            | Arnie Jeffords, Dudley                 | My Father, My Son (1966), Susan Was Evil (1973)     |
| 1967       | Captain Nice                                                        |                                        | Whatever Lola Wants                                 |
| 1967       | Bonanza                                                             | Harry Jeffers                          | The Man Without Land                                |
| 1967       | The Invaders                                                        | Hal                                    | The Spores                                          |
| 1967       | Batman                                                              | Osiris                                 | The Unkindest Tut of All                            |
| 1967       | Felony Squad                                                        | Mickey                                 | Ordeal by Terror                                    |
| 1967       | The Virginian                                                       | Cal Mason                              | A Small Taste of Justice                            |
| 1968, 1969 | Lancer                                                              | Clint Meek, Wes                        | Blind Man’s Bluff (1969), Chase a Wild Horse (1968) |
| 1970       | The High Chaparral                                                  | Lafe                                   | Only the Bad Come to Sonora (1970)                  |
| 1971, 1974 | The F.B.I.                                                          | Cauldwell, Ben McCarty                 | Diamond Run (1974), Turnabout (1971)                |
| 1971, 1976 | Cannon                                                              | Szeryf Ryder, Keely                    | The Quasar Kill (1976), Country Blues (1971)        |
| 1973       | Dusty’s Trail                                                       | Roy                                    | Horse of Another Color (1973)                       |
| 1973-75    | The Waltons                                                         | Zack Rosswell                          |                                                     |
| 1975       | Ulice San Francisco                                                 | Szeryf                                 | River of Fear (1975)                                |
| 1974       | Kung Fu                                                             | Jake                                   | The Nature of Evil (1974)                           |
| 1975       | Barnaby Jones                                                       | Andy Lucker                            | The Final Burial (1974)                             |
| 1976       | Petrocelli                                                          | Harry                                  | Blood Money (1976)                                  |
| 1976       | Most Wanted                                                         |                                        | The Torch (1976)                                    |
| 1977, 1978 | Aniołki Charliego (Charlie’s Angels)                                | Gates, Billy                           | Angels in the Stretch (1978), Angels on Ice (1977)  |
| 1979       | Lou Grant                                                           |                                        | Samaritan (1979)                                    |
| 1984       | The Master                                                          |                                        | A Place to Call Home (1984)                         |
| 1984       | Cagney i Lacey (Cagney & Lacey)                                     | Brian Holgate                          | Old Debts (1984)                                    |
| 1985       | Napisała: Morderstwo (Murder, She Wrote)                            | Billy Don Baker                        | Armed Response (1985)                               |
| 1986       | The Equalizer                                                       | Michael Cub                            | Out of the Past (1986)                              |
| 1987       | Crime Story                                                         | Jack Claymore                          | The Pinnacle; The Survivor (1987)                   |
| 1989       | Midnight Caller                                                     | Pete Hanrahan                          | Tarnished Shield (1989)                             |
| 1989       | In the Heat of the Night                                            | Szeryf Ketch Monroe                    | A Trip Upstate (1986)                               |
| 1990, 1991 | Bagdad Cafe                                                         | Rudy                                   |                                                     |
| 1991       | Młodzi jeźdźcy (The Young Riders)                                   | Elias Mills                            | The Blood of Others (1991)                          |
| 1992       | Kroniki młodego Indiany Jonesa (The Young Indiana Jones Chronicles) | Teddy Roosevelt                        | British East Africa, September1909 (1992)           |
| 1992-93    | Homefront                                                           | trener Zelnick                         |                                                     |
| 1993–1994  | Prawnicy z Miasta Aniołów (L.A. Law)                                | wielebny Joseph Halliday, Thomas Quinn | God is My Co-Counsel (1994), F.O.B. (1993)          |
| 1996–2001  | Nash Bridges                                                        | Nick Bridges                           |                                                     |
| 2003       | Fillmore na tropie (Fillmore!)                                      | Doc Hemlock (głos)                     | Two Wheels, Full Throtle, No Brakes                 |
| 2004       | Port lotniczy LAX (LAX)                                             | Bill Barkley                           | The Longest Morning (2004)                          |
| 2004       | Jordan w akcji (Crossing Jordan)                                    | Olin Price                             | Justice Delayed (2004)                              |
| 2007       | Detektyw Monk (Monk)                                                | Oates                                  | Mr. Monk Visits a Farm (2007)                       |
| 2007       | Chirurdzy (Grey’s Anatomy)                                          | Pan Scofield                           | Scars and Souvenirs (2007)                          |